# پارک مین-گیو
پارک مین-گیو (انگلیسی: Park Min-gyu؛ زادهٔ ۱۰ اوت ۱۹۹۵) بازیکن فوتبال است.
از باشگاه‌هایی که در آن بازی کرده‌است می‌توان به باشگاه فوتبال سئول اشاره کرد.
وی همچنین در تیم‌های ملی فوتبال زیر ۱۷ سال، زیر ۲۰ سال و بزرگسالان کره جنوبی بازی کرده‌است.